# Ніппонозавр
Ніппонозавр (лат. Nipponosaurus — «японський ящір») — травоїдний динозавр родини гадрозаврів (качконосих), що жив у пізній крейдовий період. Приблизно завдовжки досягав 7,6 м. Перший і єдиний неповний кістяк виявлений японцями в 1934 р. на території лікарні в Синьогорську (Сахалінська область). Скелет викопної рептилії зберігається в науковому музеї Хоккайдського університету в місті Саппоро (Японія).
Скам'янілий скелет японського динозавра, знайдено робітниками компанії «Міцуї кодзан» на Сахаліні в 1934 р. при ритті котловану під фундамент споруджуваної лікарні в селищі Кавакамі Танко (нині Синьогорську). Знайдені кістки в музей доставив Немото Канаме, і розуміючи важливість знахідки, він же дав телеграму на адресу Нагао Такумі, і вислав йому зразок із зубом. Нагао визначив, що це кістки динозавра з родини гадрозаврів, і попросив Немото витягти інші кістки. У 1936 р. Нагао сам приїхав на місце, і розкопав кістки, що залишилися. Було знайдено близько 60 % всього кістяка. У статті, опублікованій у наукових записках університету Хоккайдо Тейкоку (Хоккайдський імператорський університет) в 1936 р. Нагао назвав знайденого динозавра Nipponosaurus sachalinensis. Він детально описав кожну кістку, і його статтю можна вважати високоякісною публікацією для того часу на тему палеонтології хребетних. Але оскільки був відсутній череп, який вкрай важливий для досліджень, порівняльне вивчення не просунулося.
Через 70 років після першої публікації Судзукі Дайсуке, який був тоді аспірантом Хоккайдского університету відновив дослідження Nipponosaurus sachalinensis і багато з'ясував. З того, що хребець і хребетна дуга не зрощені, стало зрозумілим, що це кістки дитинчати. Далі, за формою верхньої щелепи та формі кісток передньої лапи було підтверджено, що це гадрозавр з підродини ламбеозаврів. Ламбеозаври процвітали в пізній крейдяний період у Північній Америці, предки Nipponosaurus перетнули Берингову протоку і поширилися з Північної Америки по Азії.